# Mala Lepetîha, Velîka Lepetîha
Mala Lepetîha (în ucraineană Мала Лепетиха) este localitatea de reședință a comunei Mala Lepetîha din raionul Velîka Lepetîha, regiunea Herson, Ucraina.

## Demografie
Componența lingvistică a localității Mala Lepetîha
     Ucraineană (91,32%)
     Rusă (7,07%)
     Alte limbi (1,33%)
Conform recensământului din 2001, majoritatea populației localității Mala Lepetîha era vorbitoare de ucraineană (91,32%), existând în minoritate și vorbitori de rusă (7,07%).